# Йоаникий Александрийски
Йоаникий (на гръцки: Ιωαννίκιος, Йоаникиос) е православен духовник, глава на Александрийската патриаршия от 1645 до 1657 г.

## Биография
Роден е на Кипър, затова е известен като Киприот, тоест Кипърец. В 1638 година е избран за берски митрополит. В 1639 година участва в избора на патриарх Партений I Константинополски. Подписва документи на Партений от 1643 и 1644 г. Йоаникий си издейства чрез Партений I султански ферман от 5 август 1639 година. Ферманът забранява на чужди свещеници да нарушавата правата на митрополията и да събират милостиня на нейна територия, на спахиите и еничарите да използват работници на митрополията, на войската да реквизира коне и мулета на митрополията и да се облагат служителите на митрополията. По време на управлението му настъпва конфликт с негушани, чиито лидери искат да се присъединят към Охридската архиепископия. В 1638 година участва в Синода, свикан в Цариград срещу лукаристите. В началото на юли 1639 година пак в Цариград участва в избора на монаха Калиник за янински митрополит.
По време на управлението му в Египет продължават проблемите, свързани със синайските имоти в Кайро. Синайският епископ Йоасаф успява да спечели подкрепата на влиятелни хора и преди всичко на молдавския господар Василий Лупу. Под негов натиск патриарх Йоаникий II Константинополски разрешава в 1651 година на синайците да провеждат богослужение в Кайро. На страната на синайците застава и султан Мехмед IV (1648—1687). След жалби от синайските монаси, патриарх Йоаникий Александрийски е подложен на преследване от властите и в август 1652 година е арестуван за няколко дни. В 1653 година турците разграбват синайските имоти, а константинополският патриарх, след свалянето на Лупу, отново започва да поддържа александрийската патриаршия. Свикан е събор, който осъжда действията на синайците, низлага Йоасаф и йеромонасите му, а монасите анатемосва. След покаяние и обещание да не служат в Кайро, на синайците е дадено опрощение.
Йоаникий праща много грамоти в Русия. В тях моли за царска милостиня, описва политическите събития на Изток, приветства настъплението срещу Полша и дори се опитва да влияе при изработването на външнополитическата стратегия на Москва. В отговор от Русия пристига парична помощ. В 1645 г. цар Алексей Михайлович изпраща дарове и 1000 рубли. В 1651 година руският монах Арсений Суханов посещава Египет, среща се с Йоаникий и беседва с него по литургически и канонически въпроси. Суханов описва плачевното положение на патриаршията. Според него в Александрия има един манастир „Свети Сава“ и в неговата църква в едната част служат православните, а в другата католиците. В Старо Кайро има един храм „Свети Георги“ и живеят около 1000 православни. В 1652 г. Йоаникий открива тук първото гръцко училище и болница.
Умира на 15 септември 1657 година от чума.